# Vietnam-Airlines-Flug 474
Auf dem Vietnam-Airlines-Flug 474 (Flugnummer IATA: VN474, ICAO: HVN474) ereignete sich am 14. November 1992 ein schwerer Flugunfall. Eine Jakowlew Jak-40 der Vietnam Airlines, mit der ein Inlandslinienflug von Ho-Chi-Minh-Stadt nach Nha Trang durchgeführt werden sollte, verunglückte im Landeanflug bei widrigen Wetterverhältnissen, die Maschine wurde kontrolliert ins Gelände geflogen. Bei dem Unfall kamen 30 der 31 Personen an Bord ums Leben, nur eine Passagierin überlebte.

## Maschine
Bei der verunglückten Maschine handelte es sich um eine 16 Jahre alte Jakowlew Jak-40. Die Maschine mit der Werknummer 9631848 und der Modellseriennummer 48-18 wurde im Juli 1976 neu an die Vietnam Airlines ausgeliefert, wo sie das Luftfahrzeugkennzeichen VN-A449 erhielt. Das dreistrahlige Kurzstrecken-Schmalrumpfflugzeug war mit drei Mantelstromtriebwerken des Typs Iwtschenko AI-25 ausgestattet. Bis zum Zeitpunkt des Unfalls hatte die Maschine eine Betriebsleistung von 5668 Betriebsstunden absolviert, auf die 3686 Starts und Landungen entfielen.

## Passagiere und Besatzung
Den Flug vom Flughafen Tan-Son-Nhat zum Flughafen Nha Trang hatten 25 Passagiere angetreten, es befand sich eine sechsköpfige Besatzung an Bord.

## Wetter
Zum Zeitpunkt des Unfalls wütete der Zyklon Forrest über der Region. In Nha Trang wehte der Wind aus 310 Grad bei Windgeschwindigkeit von einem Meter pro Sekunde, die Temperaturen betrugen 25 °C und der Luftdruck am Boden (QFE) betrug 758.9.

## Unfallhergang
Als sich die Maschine im Anflug auf Nha Trang befand, ließen die Piloten diese unter die Sicherheitsflughöhe sinken. Zudem war die Maschine sechs Kilometer von der Anflugroute W-13 abgewichen. Die Maschine befand sich nun über bergigem Gelände, als sie einen Bergkamm und mehrere Bäume streifte und nach weiteren 350 Metern in einer Höhe von 970 Metern aufschlug.

## Opfer
Bei dem Unfall starben alle sechs Besatzungsmitglieder sowie 24 der 25 Passagiere. Es gab nur eine Überlebende.

## Rettungsaktion
Es dauerte acht Tage, bis Rettungsmannschaften zur Absturzstelle vordringen konnten. Sie fanden eine Überlebende vor, die Niederländerin Annette Herfkens. Herfkens hatte bis dahin 192 Stunden an der Absturzstelle verbracht.
Am 22. November 1992 wurde ein Hubschrauber des Typs Mil Mi-8 mit Bergungsmannschaften aus Hanoi entsandt. Der Hubschrauber stürzte am selben Tag nahe dem Berg Ô Kha ab, wobei alle sieben Personen an Bord getötet wurden.

## Folgen
Im August 1993 forderten Angehörige von Opfern aus dem Vereinigten Königreich die Anberaumung einer Untersuchung, nachdem sie erfahren hatten, dass die sterblichen Überreste von Absturzopfern vertauscht und an die falschen Familien ausgehändigt wurden.